# ابن العروس
ابن العروس ((بالإسبانية: El hijo de la novia)‏) هو فيلم كوميدي درامي أرجنتيني أطلق في عام 2001 م، وهو من إخراج وسيناريو خوان خوسيه كامبانيلا، وقد كان السيناريو بالاشتراك مع فيرناندو كاستيتس. وكان المنتجان المنفذان للفيلم كلٌّ من خوان فيرا وخوان بابلو، ومن إنتاج أدريان سوار. وفيما يخص البطولة، فإن الفيلم قد كان من بطولة كل منريكارذو ثارين وهيكتور ألتيريو ونورما ألياندرو وإدواردو بلانكو ونتاليا فيربيكيه.
وقد رُشح الفيلم لجائزة الأوسكار عن جائزة الأوسكار لأفضل فيلم بلغة أجنبية. وكذا فقد فاز الفيلم بجائزة النسر الفضي.

## الحبكة
والدته نورما (نورما ألياندرو) تعاني من مرض الخرف، كما أنه لم يرها منذ عام. ومع أنه يقابل والده نينو (هيكتور ألتيريو) مراراً وتكراراً، فإنه لم يقابل أصدقاؤه إلا نادراً. ومما يُذكر أن رافاييل يدير مطعما يملكه في بيونس آيرس، وقد عرض ذلك المطعم للبيع، ليعود غن قراره ذلك؛ إذ أن المطعم كان في البداية من عمل والدته وقد كان مع عائلته لسنوات.
صديق طفولة رافاييل، خوان كارلوس (إدواردو بلانكو)، والذي لم يره من عشرين سنة يزور المطعم زيارة عرضية فيجدد صداثتهما القديمة، مبرهناً الحقيقة في أنه قد صار ممثلا.
وفي يوم ما، يعاني رافاييل من نوبة قلبية، فينقل بعدها لوحدة العناية المركزة مما يجعله يعيد ترتيب أولوياته مجدداً. وقد أصبح بعد ذلك الحادث يريد بيع مطعمه لينتقل إلى جنوب المكسيك ليعمل في تربية الخيول. في نفس الوقت، فإن والده يريد أن يجدد زفافه على زوجته لأنهما لم يتزوجا في كنيسة كاثوليكية، ولطالما كانت هي تريد زواجاً كنسياً، ولكن رافاييل يُعارض ذلك بسبب مرض والدته بالخرف.
وبسبب حياته الجديدة، فقد أخبر رافايبل خليلته ناتي أنه يريد بعض الحرية والمساحة. هذا الكلام في البداية جرحها مما جعلها تخاطبه وتقول بأنه ليس ألبرت آينشتاين ولا بيل غيتس. وعلى الرغم من أن رافاييل حاول أن يجلي لها وجهة نظره، فإنها قطعت علاقتها به. ورغم أن رافاييل حاول أن يعالج مشاكله بعلاقاته، ولكن الكنيسة لم تدعمه مما اضطره لبيع مطعمه. كما مثل خوان كارلوس دور راهب الكنيسة في زفاف والدي رافاييل الثاني.
وينتهي الفيلم بعد الزفاف؛ حيث يفتح رافاييل مطعمه الجديد معتذراً لناتي الني تقبل اعتذاره، كما يختتم الفيلم بتلميحات بأن علاقتهما ستستمر.

## الجوائز
من الجوائز التي حصل عليها الفيلم:
- جائزة الصوت في مهرجان هافانا للأفلام.
- جائزة مهرجان مونتريال العالمي للأفلام.
- جائزة جمعية نقاد الأفلام الأرجنتينية

## وصلات خارجية
- ابن العروس على موقع IMDb (الإنجليزية)
- ابن العروس على موقع ميتاكريتيك (الإنجليزية)
- ابن العروس على موقع روتن توميتوز (الإنجليزية)
- ابن العروس على موقع نتفليكس (الإنجليزية)
- ابن العروس على موقع ألو سيني (الفرنسية)
- ابن العروس على موقع Turner Classic Movies (الإنجليزية)
- ابن العروس على موقع أول موفي (الإنجليزية)
- ابن العروس على موقع بوكس أوفيس موجو (الإنجليزية)
- ابن العروس على موقع فيلمافينيتي (الإسبانية)
- ابن العروس على موقع قاعدة بيانات الأفلام السويدية (السويدية)

- ابن العروس  في قاعدة بيانات الأفلام على الإنترنت (بالإنجليزية)
- ابن العروس على cinenacional.com (بالإسبانية)